# Уэст, Мойра
Мойра Джо Уэст (англ. Maura Jo West; род. 27 апреля 1972, Спрингфилд, Массачусетс) — американская актриса, известная по своим ролям злодеек в дневных мыльных операх. Она играла Карли Тенни в «Как вращается мир» (1995—2010) и Диану Дженкинс в «Молодые и дерзкие» (2010—2011). Начиная с 2013 года она играет роль злобной принцессы мафии Авы Джером в «Главный госпиталь».
Уэст выиграла две Дневные премии «Эмми» за лучшую женскую роль в драматическом сериале; в 2007 и 2010 годах за «Как вращается мир». Она также номинировалась на награду в 2001, 2002, 2004, 2005, 2008 и 2009 годах. В 2015 году Уэст вновь выиграла «Эмми», на этот раз за роль в «Главный госпиталь».
Уэст была замужем за Джонатаном Найтом. У пары есть сын, род в 1996 году. 22 января 2000 года она вышла замуж за актёра Скотта Дефрейтаса, у них четверо детей.

## Мыльные оперы
- Как вращается мир / As the World Turns (1995-96, 1997—2010)
- Молодые и дерзкие / The Young and the Restless (2010-11)
- Главный госпиталь / General Hospital (2013 —)